# Aufstand des Adels gegen Friedrich II. von Österreich
Durch den Aufstand des Adels gegen Friedrich II. von Österreich wollten die Ministerialen von Herzog Friedrich II. von Österreich die Zusage erreichen, dass die schriftlich festgelegten Rechte der Ministerialen und Landleute unangetastet bleiben sollten.

## Vorgeschichte
Die Rechte der Ministerialen waren zuvor bereits 1186 in der kleinen Urkunde zur „Georgenberger Handfeste“ für die steirischen Ministerialen bestätigt worden und auch in England und Ungarn gab es seit 1215 beziehungsweise 1222 derartige Vereinbarungen, denen 1231 und 1235 auch solche im Reich folgten.
Bis zum Tod von Herzog Leopold VI. von Österreich im Jahre 1230 waren die Kuenringer Garanten für ruhige Verhältnisse im Land und wurden dieser Aufgabe besonders in den politischen Wirren der Stauferzeit gerecht. 

## Verlauf des Aufstandes
Als Herzog Friedrich II. die Nachfolge seines Vaters angetreten hatte, wollten ihn die Kuenringer unter der Führung der Brüder Hadmar III. und Heinrich III. von Kuenring zu Verhandlungen über die Bestätigung der Adelsrechte zwingen, indem sie demonstrativ die Burgen schlossen und sich von Aggstein, Dürnstein und Weitra aus vor allem Klostergüter aus Göttweig, Melk und dem von ihren Vorfahren gegründeten Hauskloster Zwettl zur Aufrüstung aneigneten. Sie überfielen die herzoglichen Städte Krems und Stein und setzten sie in Brand.
Der Herzog weigerte sich, mit den Aufständischen zu verhandeln, sondern zog erfolgreich gegen sie, wobei er Unterstützung durch die Kirche, eine bedeutende Adelsgruppe und die Bürger der Städte erhielt. Er belagerte und eroberte 1230/31 die Burgen Aggstein, Dürnstein und Weitra und ließ Zwettl schleifen.
Trotz dieser Niederlage wurde die Machtgrundlage der Kuenringer angesichts aktueller außenpolitischer Bedrohungen nicht ernstlich beschädigt und 1232 war Heinrich von Kuenring wieder Marschall. Zwanzig Jahre später standen Albero V. und Heinrich IV. unter dem Böhmenkönig Ottokar II. wieder an der Spitze des Landes.